# Бразилска академия на науките
Бразилската академия на науките е националната научна академия на Бразилия. Базирана е в Рио де Жанейро и е основана през 1916 г. от 27 учени. През 70-те години на 20 век Академията получава значителни финансова подкрепа от федералното правителство, което ѝ позволява да разшири дейността си и да взима участие във важни национални и международни програми. В академията членуват известни бразилски и международни учени като например американския физик от китайски произход Джъннин Ян, френските физици Пиер-Жил дьо Жен и Клод Коен-Тануджи, американския агроном Норман Борлауг и американския химик и драматург Карл Джераси.